# 입지론
입지론(立地論, 영어: location theory)은 경제 지리학, 지역 과학 및 공간 경제학의 필수적인 부분이 되었다. 입지론은 어떤 경제 활동이 어디에 있고 왜 있는지에 대한 질문을 다룬다. 입지론이나 미시 경제 이론은 일반적으로 에이전트가 자신의 이익을 위해 행동한다고 가정한다. 따라서 기업은 이익을 극대화하는 위치를 선택하고 개인은 효용을 극대화하는 위치를 선택한다.

## 역사

### 교통비

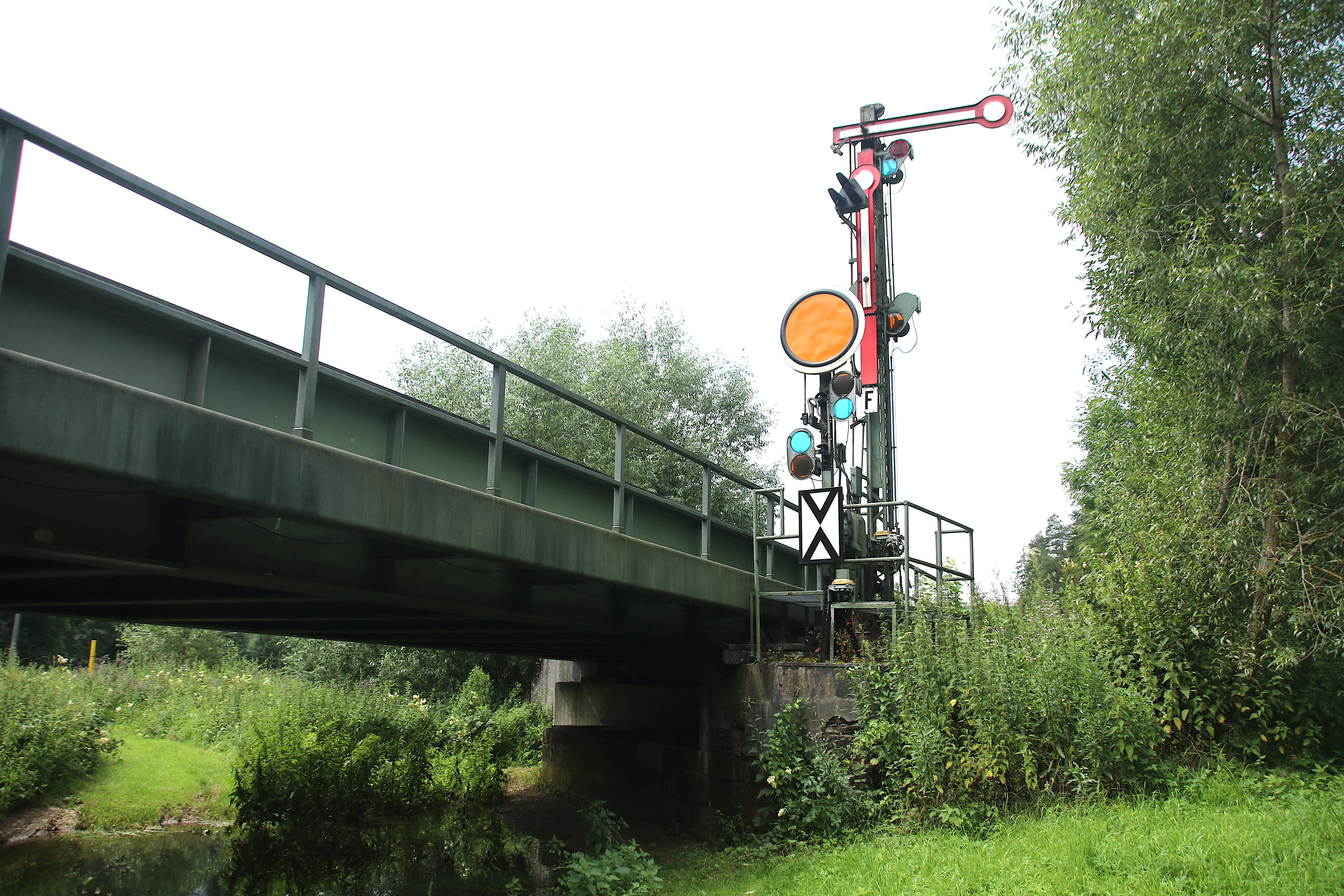
독일의 철도

요한 하인리히 폰 투에넨(Johann Heinrich von Thünen)의 Der Isolierte의 제1권이 출판된 이후 들어 다른 사람들의 과거 공로(예: 리처드 칸티용(Richard Cantillon), 에티엔느 보노 드 콩디야크(Etienne Bonnot de Condillac), 데이비드 흄(David Hume), 제임스 D. 스튜어트(James D. Steuart) 경, 데이비드 리카르도(David Ricardo))가 어느 정도 인정을 받을 수 있었다. 스타트(Staat)는 1826년에 그 입지론이 실제로 진행되었다고 말할 수 있다. 실제로 저명한 지역 과학자 월터 이사드(Walter Isard)는 폰 튀넨(von Thünen)을 "입지론가의 아버지"라고 불렀다. Der Isolierte Staat에서 폰 튀넨은 상품 운송 비용이 리카르도의 경제적 임대료의 일부를 소비한다고 지적한다. 그는 이러한 운송 비용과 물론 경제적 임대료가 상품에 따라 다르기 때문에 시장에서 멀어지면 토지 사용 및 사용 강도가 달라질 것이라고 지적한다. 그러나 요한 하인리히 폰 튀넨(Johann Heinrich von Thünen)이 예를 들어 고립된 국가나 단일 도시에 대한 가정으로 문제를 지나치게 단순화했기 때문에 논의가 비판을 받았다.
일종의 독일 헤게모니는 폰 튀넨(von Thünen) 시대부터 발터 크리스털러(Walter Christaller)의 1933년 책 남부 독일의 중심지(Die Zentralen Orte in Sűddeutschland)에 이르기까지 입지론을 장악한 것으로 보인다. 1909년에 산업의 위치에 대해(Über den Standort der Industrien)를 출판한 알프레드 베버(Alfred Weber)가 특히 주목할 만한 공헌을 했다. 피에르 바리뇽(Pierre Varignon)의 일부 아이디어에서 채택한 물리적 프레임과 유사한 모델에서 작업하면서 베버는 자원의 운임을 적용하고 완제품의 생산 기능과 함께 제조 공장의 최적 위치를 식별하는 알고리즘을 개발한다. 그는 또한 노동과 응집력과 분해력에 의해 유발된 왜곡을 소개한다. 그런 다음 베버는 아우구스트 뢰슈(August Lösch)의 시장 영역을 예상하면서 생산 단위의 그룹화에 대해 논의한다.
칼 빌헬름 프리드리히 라운하르트(Carl Wilhelm Friedrich Launhardt)는 베버의 공로 이전에 알프레드 베버가 인정한 많은 것을 구상했다. 더욱이 그의 공헌은 베버의 것보다 분석 내용이 놀라울 정도로 현대적이다. 이것은 라운하르트가 그의 시대를 앞서갔고 많은 동시대 사람들이 쉽게 이해하지 못했다는 것을 암시한다. 예를 들어 그는 철도가 민간 자본만으로는 완전히 개발될 수 없다는 것을 보여주었다.

### 증명
베버가 라운하르트의 출판물에 익숙했는지 여부는 불분명하다. 베버는 분명히 다른 사람들, 특히 라운하르트의 작품을 읽었을 가능성이 있는 빌헬름 로셔(Wilhelm Roscher)와 알버트 셰플(Albert Schäffle)의 영향을 받았다. 그럼에도 불구하고 위치론적 사고는 베버의 책이 출판된 후에야 꽃을 피웠다.
스웨덴 경제학자 토드 팔랜더(Tord Palander)는 1935년에 두 경쟁 회사의 시장 영역 분할을 고려한 입지론에 대한 기여(Contributions to Location Theory) 박사 학위를 취득했다. 미국의 경제학자 윌리엄 헨리 딘 주니어(William Henry Dean, Jr.)는 1938년 하버드에서 경제 활동의 지리적 입지론으로 박사 학위를 취득했다.

### 부지 선정
부지 선정 이론에 관한 문헌은 최근까지 국가적 관점에서만 다양한 문제를 살펴보곤 했다. 대체로 이 간행물에는 국제적인 리뷰가 없다. 산업 부지 선택이 초기부터 중요한 역할을 하여 체계적인 접근 방식을 조기에 탐색한 미국에서 에드거 M. 후버(Edgar M. Hoover)는 부지 분석 분야의 선구자 중 한 명이었다. 후버는 그의 저서 경제 활동의 부지("The Location of Economic Activity")에서 오늘날에도 여전히 적용되는 1948년 초 산업 부지 선택의 중요한 기준을 정리했다. 그러나 국제적인 관점에서 부지 이론을 개발하기 위해 국제 무역 이론과 국가 지향 부지 이론을 결합하려는 아주 초기의 시도가 있었다. 이러한 초기 저자 중 한 명은 올린(Ohlin, 1952)이었고 사바틸(Sabathil, 1969), 무어(Moore, 1978), 테시(Tesch, 1980) 및 괴테(Goette, 1994)가 그 뒤를 이었다.
그럼에도 불구하고 오늘날까지도 이러한 상황은 어느 정도 변경되었을 뿐이다. 1990년대 이후 더 이상 해외로 확장하는 것은 더 이상 대기업만이 아니며 외국인 직접 투자로 인해 부지 선택이 이루어지지만 이 주제에 대해 잘 연구된 연구는 여전히 거의 없다. 특별히 국제적인 부지 선택 이론은 아직 식별할 수 없다. 많은 현재 및 보다 최근의 간행물은 개별 기업이 내린 부지 결정을 검토하거나 이를 참조 사례로 분석한다. 다른 간행물은 주로 주요 기업 내에서 비용 구조 최적화의 맥락에서 사이트 재배치로 인해 발생하는 비용별 접근 방식에 중점을 둔다. 그러나 이러한 간행물은 건설 및 부동산 측면의 문제를 거의 다루지 않으며 기껏해야 피상적으로만 다루고 있다.
테오도르 사바틸의 1969년 논문은 국제 부지 선택 분야의 초기 심층 연구 중 하나로 간주된다. 여기서 사바틸은 부지 선정 프로세스의 일부인 국가 선택에 주로 중점을 두었다. 이러한 맥락에서 사바틸은 부지 요소에 대한 포괄적인 카탈로그와 부지 선택에 대한 이론적 접근 방식을 작성했다. 후자는 자세히 다루지 않는다. 사바틸은 법적, 자연적 또는 문화적 요소도 고려하지 않는다. 그러나 그는 특히 회사 고유의 프레임워크 조건과 심리적 요인에 대해 논의한다.
피터 테시가 1980년에 제출한 논문은 국제적 부지 이론의 추가 발전에 있어 또 다른 이정표를 구성한다. 테시는 국제 무역 및 투자 이론을 부지 이론과 결합한다. 그는 자신의 분석에 국가별 프레임워크 조건을 포함시킨 최초의 인물이다. 다양한 유형의 국제화에 대한 그의 논평의 주된 근거는 지역별 경쟁 우위이다. 이러한 맥락에서 테시는 세 가지 범주로 분류된 국제 현장 결정 기준 카탈로그를 개발했다. • 모든 회사 활동에 영향을 미치는 현장 요인 • 생산 요인에 영향을 미치는 현장 요인의 가용성 및 비용 • 매출 관련 현장 요인
토마스 괴테의 1994년 연구는 중요한 국제적 부지 요소를 분류하고 국제적 부지 선택 프로세스를 구조화하려고 한다. Goette는 경제적 부지 조건(판매 잠재력, 경쟁 조건, 인프라 및 운송 비용, 노동, 금전적 조건), 정치적 부지 조건(세법, 환경 보호, 제도적 시장 진입 장벽, 비즈니스 지원, 정치적 위험), 문화적 부지 조건을 구분한다. (언어, 사고방식, 종교의 차이, 외국기업에 대한 수용 부족) 지리적 입지조건(기후, 지형) 이 연구는 모든 요소를 고려하지 않았거나 고려할 수 없었기 때문에 모든 측면을 다루려는 시도는 품질 손실을 초래할 것임을 다시 한 번 보여준다. 괴테는 또한 특히 기업 내 산업 현장 결정은 일반적으로 일회성 및 부서 관련 의사 결정 프로세스라고 이론화한다. 이를 바탕으로 괴테는 상대적으로 학습 곡선이 낮기 때문에 후속 프로젝트에 대한 개선 가능성이 거의 없다고 가정한다.
마지막 주요 공헌 중 하나로 토마스 글라테는 그의 저서 국제적 생산지 선정("International Production Site Selection")에서 10단계 선택 프로세스를 제공하고 각 선택 단계에 대해 선택된 방법을 제안하고 포괄적인 기준 목록을 제공함으로써 알려진 시스템을 강화하고 세계화하는 것을 목표로 했다.

## 기타 용도
입지론은 예를 들어 보존 생물학과 같이 경제학 외부에서도 사용되어 왔으며, 이전 연구를 고려하여 연구하기에 좋은 영역을 찾는 데 도움이 될 수 있다.

## 같이 보기
- 지역경제학